# 米卡拉·默勒
米卡拉·默勒（丹麥語：Michala Møller，2000年2月16日—），生于奥尔堡，丹麦女子手球运动员，2021年世界女子手球锦标赛铜牌得主、2024年夏季奥林匹克运动会女子铜牌得主。